# Frances Pitt
Frances Pitt (25 de enero de 1888 – 26 de abril de 1964) fue una naturalista, escritora británica; y,  pionera de la fotografía de fauna y flora. Escribió muchos libros y artículos populares en periódicos y revistas, sobre la vida de muchos animales salvajes, por observaciones en la naturaleza y en el proceso de criar y cuidar a animales heridos. 
Vivió en "The Albynes", Shropshire, 5 km al sur de Bridgnorth de 1903, hasta que en 1958, se mudó a Castle House, cerca de Much Wenlock.

## Biografía
Frances nació en Oldbury Grange, Shropshire antes que la familia se mudara a Westwood en 1892. Su padre William James Pitt, era hijo del vicario de la Parroquia de Malmesbury. Aprendió a leer y escribir de su madre; y, tuvo tutores docentes por Mr. Carter y una institutriz.
Algunas de sus influencias tempranas fueron los libros por Ernest Thompson Seton. Sus primeros libros se basaron en la experiencia en el cuidado de animales salvajes; e incluyeron a: Tommy White-Tag, the fox (1912) seguido por títulos más personales en una serie llamada "La Biblioteca De Amigos Animales" que incluía a: Tom, my peacock; Moses, my otter (1927) y Katie, my roving cat (1930). 
En "Diana, Mi Tejón" publicado en 1929,  describe su experiencia, cuidando un par de tejones bebés llevados a ella por un recolector de conejos. Del par, Diana y Jemima, Diana vivió para regresar al campo. A principios de los 1920s, escribió sobre genética y herencia del patrón de color en el ganado Hereford y sobre los rasgos de los híbridos entre hurones y turones. En 1934  escribió sobre las tendencias crecientes en poblaciones de tejón. También escribió en el tema de la caza en Hounds, horses & hunting (1948). Su libro La Ardilla publicada en 1954 se basó en una ardilla albina "Mr Nuts". Fue una de las primeras (la primera fue Miss Phyllis Kelway) en criar ratones del rastrojo, en cautividad. Publicó Wild animals in Bretain en 1939 y regularmente escribió sobre observaciones de fauna y flora. En 1945  informó los registros hechos por Lady Seton (mujer de Sir Malcolm Seton) en los movimientos de masa de musarañas de agua.
En 1949, fue incluida con Peter Medawar y otros en un Comité de exámenes de crueldad a animales salvajes, obteniendo tal designación de protestas de la Sociedad Nacional para la Abolición de los Deportes Crueles que señaló su posición como maestra de Fox Hounds y como vicepresidenta de la British Field Sports Society.
En 1954, Edglets, una marca del té vendido por Brooke Vínculo, incluía una serie de ilustraciones de tarjetas con pájaros británicos fotografiados por Frances Pitt. Su colección de insectos es halla en el Ludlow Museo a pesar de carecer de fechas, de especímenes y datos de localidades. Fue elegida miembro de la Sociedad Linneana en 1951. Publicó, en 1961: Country years being a naturalist's memories of life in the English countryside and elsewhere, con muchos notas autobiográficas.

## Otros libros
Entre los libros numerosos que Frances Pitt escribió están:
- Tommy White-Tag, the fox (1912)

- Wild creatures of garden and hedgerow (1920)

- Woodland creatures: Being Some Wild Life Studies (1922)

- Shetland pirates, and other wild life studies (1923)

- Waterside creatures (1925)

- Animal mind (1927)

- The intelligence of animals (1931)

- Scotty, the adventures of a highland fox (1932)

- The naturalist on the prowl (enlace roto disponible en Internet Archive; véase el historial, la primera versión y la última). (1934)

- Birds and the sea (1935)

- Woodpeckers

- Wild life studies (1935)

- Nature in the wild: a selection of the world's finest photographs (1936)

- The Badger. A creature of the Night (extraído: Woodland Creatures, republicado en 2010; véase

- How to see nature (1940)

- Jane Squirrel (1942)

- Betty (1943)

- Meet Us in the Garden (1946)

- Friends in fur and feather (1946)

- The year in the countryside (1947)

- Hounds, horses & hunting (1948)[15]

- Follow me (1949)

- Nature through the year (1950)